# Sopo Sorik (Panyabungan Utara)
Sopo Sorik is een bestuurslaag in het regentschap Mandailing Natal van de provincie Noord-Sumatra, Indonesië. Sopo Sorik telt 306 inwoners (volkstelling 2010).